# John Lawrence Toole

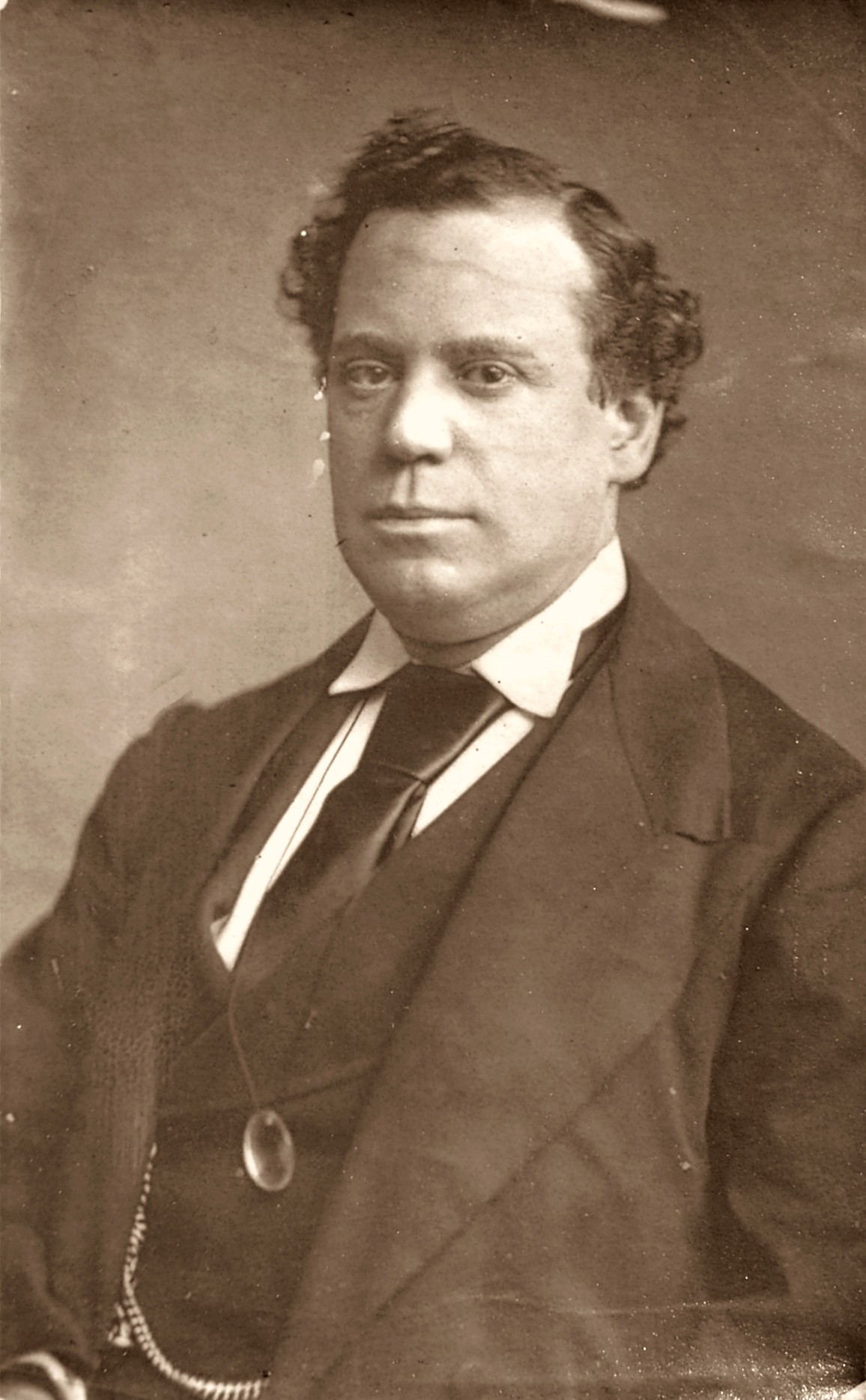
John Lawrence Toole.

John Lawrence Toole, född den 30 mars 1832 i London, död den 12 juni 1906 i Brighton, var en engelsk skådespelare.
Toole beträdde från 1852 tiljan i Dublin och Edinburgh med flera städer. Han anställdes 1854 i London vid Saint Jamesteatern, 1858 vid Adelphiteatern och var 1880-1893 direktör för den av honom inredda Tooleteatern. Han företog även ofta landsortsturnéer samt uppträdde i Nordamerika 1874 och i Australien 1890. Toole var en ofantligt omtyckt komiker, uppfinningsrik i farsen och kanske ypperligast i roller, där det lustiga och det rörande förenas, exempelvis Caleb Plummer i Dickens dramatiserade "The Cricket on the Hearth". Han utgav 1888 sina Reminiscenses. Toole samlade en förmögenhet, som han sedan till stor del donerade bort.